# バランタイン

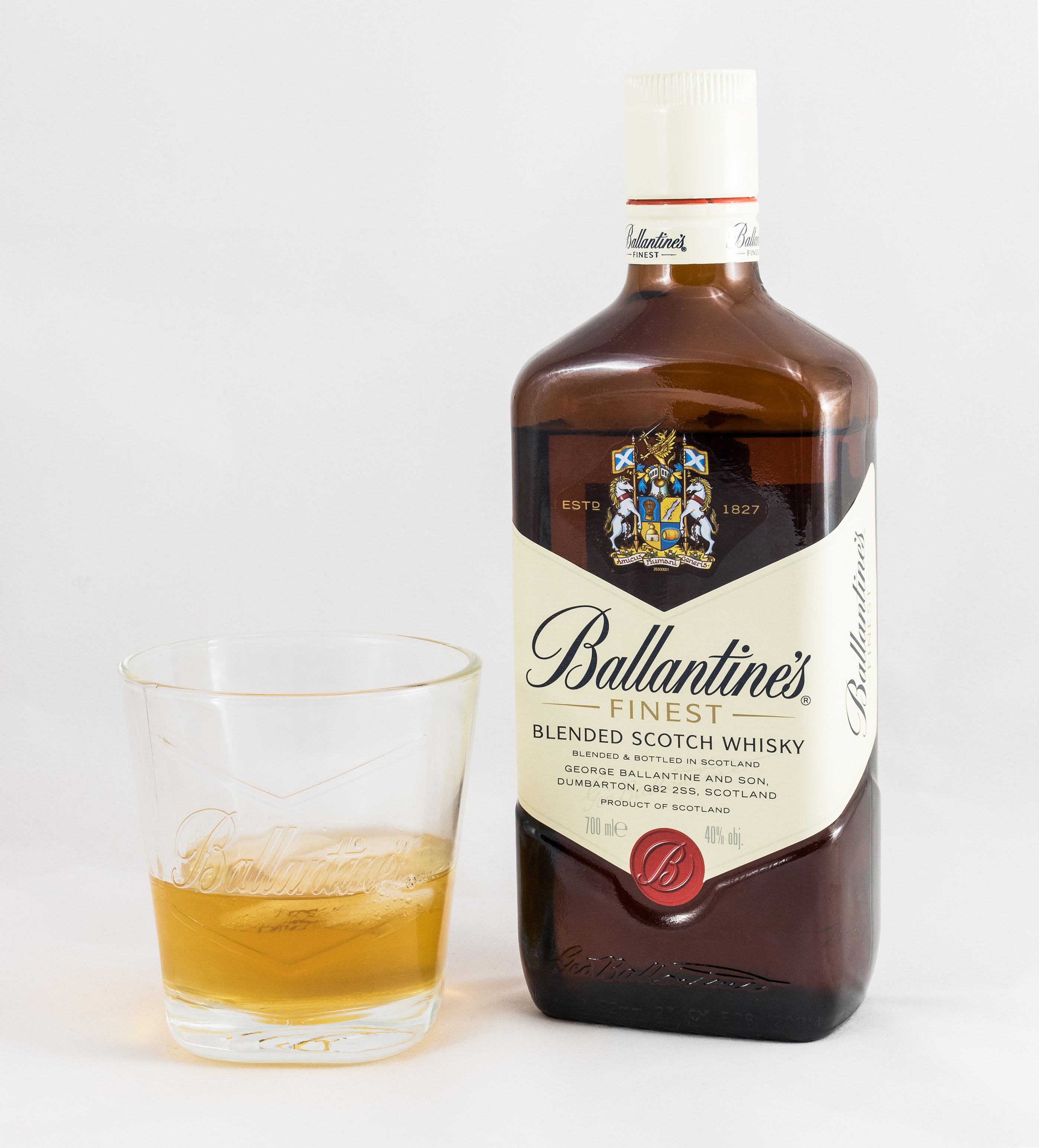
バランタイン・ファイネスト

バランタイン（Ballantine's）はペルノ・リカール傘下のジョージ･バランタイン＆サンによって製造・販売されているスコッチ・ウイスキー（ブレンデッド・ウイスキー）である。日本においては、サントリーアライド、およびサントリースピリッツが共同輸入、サントリー酒類（二代目法人）が販売を行っている。

## 概要
バランタイン社の創業者ジョージ・バランタイン（1809年-1891年）はローランド地方の農家の出身で、13歳のときにエディンバラの食料品店に奉公に出て、5年後に独立。食料品と酒を扱う小さな店を構えた。これがバランタイン社の前身である。
1853年、アンドリュー・アッシャーが世界初のブレンデッド・ウイスキーを開発。これに刺激を受けたジョージは1869年に自らブレンダーとなってブレンデッド・ウイスキーの製造に取り組むことになる。
1895年にはヴィクトリア女王より王室御用達のお墨付きを得る。
1919年には共同経営者であったバークレー＝マッキンレー商会に経営権を譲渡し、バランタイン一族の手からは離れるがブランド名は変わらずバランタインとされた。次いで1935年にはカナダのハイラム・ウォーカーに経営権が移ったが、後にペルノ・リカールに吸収された。
1937年にはマスターブレンダー・ジョージ・ロバートソンの指揮の元にスキャパ、プルトニー、バルブレア、グレンカダム、グレンバーギー、ミルトンダフ、アードベッグなどを中核としてバランタイン17年を誕生させる。このバランタイン17年はThe Scotchと称され、原酒の七つのモルトはバランタイン魔法の7柱と呼ばれる。
なお、バランタイン17年のキーモルトとして現在明示されているのはスキャパ、ミルトンダフ、グレンバーギー、グレントファーズである。

## ラインナップ
2023年1月現在、国内で正規に流通しているのは以下の9種類（価格順）。
- バランタイン30年
- バランタイン21年
- バランタイン17年 トリビュートリリース・リミテッドエディション（日本限定販売・数量限定）
- バランタイン17年
- バランタイン・マスターズ
- バランタイン10年（2024年5月14日発売[3]）
- バランタイン7年（2021年3月23日発売）
- バランタイン・バレルスムース（2019年4月2日発売）
- バランタイン・ファイネスト

## 歴代マスターブレンダー
1. ジョージ・バランタイン
2. ジョージ・ロバートソン
3. ジャック・ガウディー
4. ロバート・ヒックス
5. サンデー・ヒスロップ